# Jöns
Jöns ist als eine südschwedische Form von Johannes ein schwedischer männlicher Vorname. Außerdem ist Jöns auch ein Familienname.

## Namensträger

### Vorname
- Jöns Jakob Berzelius (1779–1848), schwedischer Chemiker
- Jöns Budde (auch Jöns Räk; ~1437–1491), Mönch im Kloster von Naantali
- Jöns Bengtsson Oxenstierna (1417–1467), Erzbischof von Uppsala und von 1465 bis 1466 Reichsverweser von Schweden
- Jöns Jönsson (* 1981), schwedischer Filmregisseur und Drehbuchautor

### Familienname
- Christer Jöns (* 1987), deutscher Automobilrennfahrer
- Dietrich Jöns (1924–2011), deutscher Germanist
- Hauke Jöns (* 1961), deutscher Prähistoriker
- Johannes Jöns (1624–1659), deutscher Pädagoge und Philosophiehistoriker, siehe Johannes Jonsius
- Karin Jöns (* 1953), deutsche Politikerin (SPD)